# Skåla
Skåla is een berg bij Loen ten oosten van het meer Lovatnet in de gemeente Stryn in de Noorse provincie Sogn og Fjordane. Er zijn twee toppen, op 1843 en op 1848 meter boven zeeniveau (de laatste wordt ook wel Stryneskåla genoemd).
Op de top van 1843 meter staat een stenen toren genaamd Skålatårnet of Kloumanntårnet. De toren heeft twee verdiepingen en de muren zijn 50 cm dik.